# Saint-Jean-du-Thenney

Saint-Jean-du-Thenney este o comună în departamentul Eure, Franța. În 1 ianuarie 2022 avea o populație de 214 de locuitori.